# Município de Wells (condado de Jefferson, Ohio)
O município de Wells (em inglês: Wells Township) é um município localizado no condado de Jefferson no estado estadounidense de Ohio. No ano de 2010 tinha uma população de 2.835 habitantes e uma densidade populacional de 40,31 pessoas por km².

## Geografia
O município de Wells encontra-se localizado nas coordenadas 40° 16′ 19″ N, 80° 42′ 15″ O. Segundo a Departamento do Censo dos Estados Unidos, o município tem uma superfície total de 70.33 km², da qual 69,43 km² correspondem a terra firme e (1,27 %) 0,89 km² é água.

## Demografia
Segundo o censo de 2010, tinha 2.835 habitantes residindo no município de Wells. A densidade populacional era de 40,31 hab./km². Dos 2.835 habitantes, o município de Wells estava composto pelo 98,45 % brancos, o 0,25 % eram afroamericanos, o 0,14 % eram amerindios, o 0,04 % eram de outras raças e o 1,13 % eram de uma mistura de raças. Do total da população o 0,46 % eram hispanos ou latinos de qualquer raça.